# Championnats d'Europe de natation en petit bassin 2012
Navigation
Édition 2011 Édition 2013
La 20e édition des Championnats d'Europe de natation en petit bassin se déroule du 22 au 25 novembre 2012 à Chartres en France. C'est la première fois que le pays organise cette compétition annuelle dont la ville hôte est annoncée le 13 mai 2011 à Reykjavik en Islande, à l'occasion du Congrès 2011 de la Ligue européenne de natation. Cette dernière, coorganisatrice de l'événement, approuve le dossier de la candidature française portée par la ville de Chartres et la Fédération française de natation. C'est le premier championnat international élite appelé à être organisé en France en 25 ans, le dernier remontant aux Championnats d'Europe en grand bassin 1987 qu'avait accueilli Strasbourg.

## Organisation

### Sélection de la ville hôte
Profitant d'une nouvelle notoriété apportée par les succès des nageurs tricolores en compétition internationale, la Fédération française de natation envisage l'organisation d'événements sportifs de grande envergure. L'échec de la candidature française aux Jeux olympiques d'été de 2012 n'enterre pas le projet du complexe aquatique localisé à Aubervilliers en banlieue parisienne. Pourtant, après de nombreux soubresauts, la construction d'une piscine susceptible d’accueillir un rendez-vous international en grand bassin, qui n'existe nulle part en France, est suspendue au statu quo des décideurs et des finances publiques. C'est pourquoi la FFN, qui s'impatiente de l'inaction des autorités politiques, se reporte sur des installations plus modestes pour un championnat en petit bassin. Se faisant, dès l'été 2009, Montpellier entend appuyer une candidature aux Championnats du monde 2012 ou 2014 sur son Arena, une salle polyvalente alors en construction,,. Le projet ne suscite cependant pas l'enthousiasme du président de la FFN Francis Luyce qui ne précipite pas une candidature auprès de la Fédération internationale de natation. Ce projet n'aboutit pas bien qu'il soit transmis à la FINA en juillet 2010. Fin 2010, Georges Frêche n'abandonne pas cette idée et projette l'intérêt de Montpellier sur l'édition 2016 des Mondiaux en petit bassin, mais le décès du président de la région Languedoc-Roussillon, survenu peu de temps après son annonce, laisse le projet orphelin.
Quelques mois auparavant, Chartres avait elle aussi fait acte de candidature auprès des instances nationales. L'entreprise de la ville est notamment marquée en mai 2010 par une rencontre entre Francis Luyce et la maire adjointe de Chartres déléguée aux sports, Karine Dorange. À l'approche de la clôture du dépôt des candidatures auprès de la LEN, la ville française officialise sa requête le 15 mars 2011 lorsque le président de la Ligue européenne de natation Nory Kruchten vient visiter les installations chartraines. Elle est alors en concurrence avec la ville belge d'Anvers. Mais, invitée par Kruchten à se reporter sur une candidature pour la compétition en grand bassin prévue la même année, cette dernière se retire de la course à l'accueil du rendez-vous. Puisque unique ville requérante, la victoire de Chartres ne fait aucun doute, d'autant plus qu'elle a les faveurs du président Nory Kruchten,. C'est donc sans surprise que la LEN approuve la demande française le 13 mai 2011 à Reykjavik en Islande, où elle tient son congrès annuel. Chartres est désignée ville hôte par le « Bureau » de la LEN, la commune devant accueillir l'événement du 22 au 25 novembre 2012,. Vingt-cinq ans après les Championnats d'Europe 1987, la France va ainsi de nouveau organiser un championnat international élite.

### Site et économie
L'ensemble des épreuves se tiendront à la piscine de L'Odyssée, un complexe sportif de 2 500 places inauguré en septembre 2009 et situé en périphérie de Chartres. L'enceinte a accueilli par le passé plusieurs éditions des Championnats de France en petit bassin, en 2009 et 2010. L'organisation de l'événement est permise par la levée d'un budget de 1,6 million d'euros, financé en partie par les collectivités territoriales concernées à hauteur de 100 000 euros chacune.

### Délégations
La proximité dans le calendrier des Championnats du monde de natation en petit bassin 2012, prévus à Istanbul en Turquie moins de trois semaines après la compétition française, fait craindre aux organisateurs la désertion des principales têtes d'affiche européennes. Fin 2010, pareil scénario avait été observé lors de l'Euro 2010 s'étant tenu à Eindhoven, en concurrence directe avec les Mondiaux organisés à Dubaï.

## Tableau des médailles
| Rang  | Nation       | Or | Argent | Bronze | Total |
| ----- | ------------ | -- | ------ | ------ | ----- |
| 1     | France       | 12 | 6      | 11     | 29    |
| 2     | Danemark     | 6  | 4      | 2      | 12    |
| 2     | Hongrie      | 6  | 4      | 2      | 12    |
| 4     | Russie       | 5  | 5      | 2      | 12    |
| 5     | Italie       | 4  | 2      | 3      | 9     |
| 6     | Ukraine      | 2  | 2      | 3      | 7     |
| 7     | Rép. tchèque | 1  | 2      | 4      | 7     |
| 8     | Royaume-Uni  | 1  | 2      | 2      | 5     |
| 9     | Espagne      | 1  | 2      | 1      | 4     |
| 10    | Biélorussie  | 1  | 1      | 1      | 3     |
| 11    | Pologne      | 1  | 0      | 0      | 1     |
| 12    | Belgique     | 0  | 2      | 1      | 3     |
| 12    | Estonie      | 0  | 2      | 1      | 3     |
| 12    | Slovénie     | 0  | 2      | 1      | 3     |
| 15    | Israël       | 0  | 1      | 2      | 3     |
| 16    | Finlande     | 0  | 1      | 1      | 2     |
| 16    | Norvège      | 0  | 1      | 1      | 2     |
| 18    | Croatie      | 0  | 1      | 0      | 1     |
| 19    | Irlande      | 0  | 0      | 1      | 1     |
| 19    | Pays-Bas     | 0  | 0      | 1      | 1     |
| Total | Total        | 40 | 40     | 40     | 120   |

## Records internationaux battus ou égalés
- 22 novembre :
  -  Radosław Kawęcki : record des championnats du 200 m dos[18]
- 24 novembre :
  -  Camille Muffat : record du monde du 400 m nage libre[19]
  -  Fabio Scozzoli : record des championnats du 50 m brasse
- 25 novembre :
  -  Hannah Miley : record d'Europe du 400 m 4 nages
  -  Daryna Zevina : record des championnats du 200 m dos
  -  Rikke Møller Pedersen : record d'Europe du 100 m brasse

## Podiums

### Hommes
| Nage libre          |                                                                                                |                                                                                        |                                                                                               |
| 50 m                | Florent Manaudou France 20 s 70 (RP)                                                           | Vladimir Morozov Russie 20 s 89                                                        | Frédérick Bousquet France 20 s 97                                                             |
| 100 m               | Vladimir Morozov Russie 45 s 68 (RP)                                                           | Evgeny Lagunov Russie 46 s 52                                                          | Yannick Agnel France 46 s 80                                                                  |
| 200 m               | Yannick Agnel France 1 min 41 s 40                                                             | Pieter Timmers Belgique 1 min 43 s 08 (RN)                                             | Grégory Mallet France 1 min 43 s 21 (RP)                                                      |
| 400 m               | Yannick Agnel France 3 min 37 s 54                                                             | Gabriele Detti Italie 3 min 41 s 66 (RP)                                               | Andrea Mitchell D'Arrigo Italie 3 min 42 s 32 (RP)                                            |
| 1 500 m             | Gregorio Paltrinieri Italie 14 min 27 s 78 (RP)                                                | Sergiy Frolov Ukraine 14 min 30 s 87 (RN)                                              | Anthony Pannier France 14 min 41 s 97                                                         |
| Papillon            |                                                                                                |                                                                                        |                                                                                               |
| 50 m                | Rafael Muñoz Espagne 22 s 53                                                                   | Frédérick Bousquet France 22 s 54                                                      | Andriy Hovorov Ukraine 22 s 72                                                                |
| 100 m               | Evgeny Korotyshkin Russie 49 s 98                                                              | Rafael Muñoz Espagne 50 s 39                                                           | Mehdy Metella France 50 s 66                                                                  |
| 200 m               | László Cseh Hongrie 1 min 52 s 11                                                              | Viktor Bromer Danemark 1 min 53 s 38                                                   | Joeri Verlinden Pays-Bas 1 min 53 s 47                                                        |
| Dos                 |                                                                                                |                                                                                        |                                                                                               |
| 50 m                | Jérémy Stravius France 23 s 28                                                                 | Guy Barnea Israël 23 s 46                                                              | Vladimir Morozov Russie 23 s 47 (RP)                                                          |
| 100 m               | Jérémy Stravius France 49 s 70                                                                 | Benjamin Stasiulis France 50 s 31                                                      | Damiano Lestingi Italie 51 s 35                                                               |
| 200 m               | Radosław Kawęcki Pologne 1 min 48 s 51 (RC, RN)                                                | Péter Bernek Hongrie 1 min 49 s 41 (RN)                                                | Benjamin Stasiulis France 1 min 51 s 81                                                       |
| Brasse              |                                                                                                |                                                                                        |                                                                                               |
| 50 m                | Fabio Scozzoli Italie 26 s 18 (RC)                                                             | Aleksander Hetland Norvège 26 s 20                                                     | Damir Dugonjič Slovénie 26 s 24                                                               |
| 100 m               | Fabio Scozzoli Italie 57 s 25                                                                  | Martti Aljand Estonie 57 s 75                                                          | Giacomo Perez-Dortona France 57 s 76                                                          |
| 200 m               | Viatcheslav Sinkevich Russie 2 min 4 s 55                                                      | Igor Borysik Ukraine 2 min 5 s 12                                                      | Andriy Kovalenko Ukraine 2 min 5 s 21                                                         |
| 4 nages             |                                                                                                |                                                                                        |                                                                                               |
| 100 m               | Vladimir Morozov Russie 51 s 89                                                                | Peter Mankoc Slovénie 52 s 64                                                          | Martti Aljand Estonie 52 s 92                                                                 |
| 200 m               | László Cseh Hongrie 1 min 52 s 74 (RN)                                                         | Jérémy Stravius France 1 min 54 s 00 (RN)                                              | Gal Nevo Israël 1 min 55 s 14                                                                 |
| 400 m               | László Cseh Hongrie 4 min 0 s 99                                                               | Dávid Verrasztó Hongrie 4 min 2 s 54                                                   | Gal Nevo Israël 4 min 4 s 80                                                                  |
| Relais              |                                                                                                |                                                                                        |                                                                                               |
| 4 × 50 m nage libre | France Florent Manaudou Frédérick Bousquet Jérémy Stravius Amaury Leveaux 1 min 23 s 31        | Russie Vladimir Morozov Andrey Grechin Evgeny Lagunov Vitaly Syrnikov 1 min 23 s 99    | Belgique Emmanuel Vanluchene Pieter Timmers Yoris Grandjean Jasper Aerents 1 min 25 s 60 (RN) |
| 4 × 50 m 4 nages    | France Jérémy Stravius Giacomo Perez-Dortona Frédérick Bousquet Florent Manaudou 1 min 32 s 35 | Russie Vladimir Morozov Oleg Utekhin Yevgeniy Korotychkin Evgeny Lagunov 1 min 33 s 87 | Tchéquie Martin Badura Petr Bartunek Michal Ledl Tomas Plevko 1 min 35 s 18                   |

### Femmes
| Nage libre          | |                                                                                            | |
| 50 m                | Aliaksandra Herasimenia Biélorussie 23 s 85                                                        | Triin Aljand Estonie 24 s 24                                                               | Jeanette Ottesen Gray Danemark 24 s 33                                                                  |
| 100 m               | Veronika Popova Russie 52 s 86                                                                     | Jeanette Ottesen Gray Danemark 53 s 13                                                     | Charlotte Bonnet France 53 s 23                                                                         |
| 200 m               | Camille Muffat France 1 min 52 s 20                                                                | Charlotte Bonnet France 1 min 54 s 00                                                      | Veronika Popova Russie 1 min 54 s 20                                                                    |
| 400 m               | Camille Muffat France 3 min 54 s 85 (RM)                                                           | Lotte Friis Danemark 3 min 58 s 85                                                         | Coralie Balmy France 3 min 59 s 80                                                                      |
| 800 m               | Lotte Friis Danemark 8 min 10 s 24                                                                 | Hannah Miley Royaume-Uni 8 min 15 s 66                                                     | Aimee Willmott Royaume-Uni 8 in 18 s 90                                                                 |
| Papillon            | |                                                                                            | |
| 50 m                | Jeanette Ottesen Gray Danemark 25 s 21                                                             | Aleksandra Gerasimenya Biélorussie 25 s 53                                                 | Mélanie Henique France 25 s 76                                                                          |
| 100 m               | Ilaria Bianchi Italie 56 s 40                                                                      | Kimberly Buys Belgique 57 s 00 (RN)                                                        | Jeanette Ottesen Gray Danemark 57 s 13                                                                  |
| 200 m               | Katinka Hosszú Hongrie 2 min 5 s 78                                                                | Stefania Pirozzi Italie 2 min 6 s 09                                                       | Alessia Polieri Italie 2 min 6 s 63                                                                     |
| Dos                 | |                                                                                            | |
| 50 m                | Laure Manaudou France 26 s 78 (RN)                                                                 | Sanja Jovanović Croatie 26 s 83                                                            | Simona Baumrtová Tchéquie 26 s 97                                                                       |
| 100 m               | Daryna Zevina Ukraine 57 s 07                                                                      | Laure Manaudou France 57 s 70                                                              | Simona Baumrtová Tchéquie 58 s 08                                                                       |
| 200 m               | Daryna Zevina Ukraine 2 min 1 s 97 (RC)                                                            | Alexianne Castel France 2 min 3 s 23                                                       | Simona Baumrtová Tchéquie 2 min 3 s 43                                                                  |
| Brasse              | |                                                                                            | |
| 50 m                | Petra Chocová Tchéquie 30 s 02 (RN)                                                                | Rikke Møller Pedersen Danemark 30 s 25                                                     | Sycerika McMahon Irlande 30 s 34 (RN)                                                                   |
| 100 m               | Rikke Møller Pedersen Danemark 1 min 4 s 12 (RE)                                                   | Petra Chocová Tchéquie 1 min 5 s 50                                                        | Marina Garcia Espagne 1 min 5 s 82                                                                      |
| 200 m               | Rikke Møller Pedersen Danemark 2 min 17 s 26                                                       | Marina García Urzainqui Espagne 2 min 20 s 57                                              | Ganna Dzerkal Ukraine 2 min 21 s 94                                                                     |
| 4 nages             | |                                                                                            | |
| 100 m               | Katinka Hosszú Hongrie 58 s 83                                                                     | Zsuzsanna Jakabos Hongrie 59 s 15                                                          | Siobhan-Marie O'Connor Royaume-Uni 59 s 72                                                              |
| 200 m               | Katinka Hosszú Hongrie 2 min 5 s 78                                                                | Hannah Miley Royaume-Uni 2 min 6 s 21 (RN)                                                 | Zsuzsanna Jakabos Hongrie 2 min 6 s 66                                                                  |
| 400 m               | Hannah Miley Royaume-Uni 4 min 23 s 47 (RE)                                                        | Katinka Hosszú Hongrie 4 min 23 s 91                                                       | Zsuzsanna Jakabos Hongrie 4 min 25 s 61                                                                 |
| Relais              | |                                                                                            | |
| 4 × 50 m nage libre | Danemark Jeanette Ottesen Gray Kelly Riber Rasmussen Julie Levisen Pernille Blume 1 min 38 s 10    | Finlande Emilia Pikkarainen Lotta Nevalainen Laura Kurki Hanna-Maria Seppälä 1 min 38 s 13 | Biélorussie Yuliya Khitraya Aliaksandra Herasimenia Aksana Dziamidava Sviatlana Khakhlova 1 min 38 s 39 |
| 4 × 50 m 4 nages    | Danemark Kristina Thomsen Rikke Møller Pedersen Jeanette Ottesen Gray Pernille Blume 1 min 47 s 41 | Tchéquie Simona Baumrtová Petra Chocová Lucie Svecená Aneta Pechancová 1 min 47 s 67       | France Laure Manaudou Fanny Babou Mélanie Henique Anna Santamans 1 min 47 s 70                          |

### Mixte
| Relais              |                                                                                        |                                                                                            |                                                                                               |
| 4 × 50 m nage libre | France Frédérick Bousquet Florent Manaudou Camille Muffat Anna Santamans 1 min 29 s 64 | Russie Andrey Grechin Vladimir Morozov Veronika Popova Rozaliya Nasretdinova 1 min 30 s 41 | Finlande Hanna-Maria Seppälä Laura Kurki Andrei Tuomola Ari-Pekka Liukkonen 1 min 31 s 74     |
| 4 × 50 m 4 nages    | France Jérémy Stravius Florent Manaudou Mélanie Henique Anna Santamans 1 min 38 s 74   | Slovénie Anja Čarman Damir Dugonjič Peter Mankoč Nastja Govejšek 1 min 39 s 79             | Norvège Lavrans Solli Aleksander Hetland Monica Johannessen Cecilie Johannessen 1 min 40 s 10 |

RC : record des championnats, RE : record d'Europe, RM : record du monde, RN : record national, RP : record personnel